# Selección femenina de baloncesto sub-19 de los Países Bajos
- Datos: Q27714913

La selección femenina de baloncesto sub-19 de los Países Bajos es un equipo nacional de baloncesto juvenil de los Países Bajos, administrado por Basketball Nederland. Representa al país en competiciones internacionales de baloncesto sub-18 y sub-19 (menores de 18 y menores de 19).

## Participaciones

### Campeonato Europeo de Baloncesto Femenino Sub-18
| Year | Division A | Division B       |
| ---- | ---------- | ---------------- |
| 1969 | 10°        |                  |
| 1971 | 10°        |                  |
| 1973 | 7°         |                  |
| 1979 | 11°        |                  |
| 1981 | 12°        |                  |
| 1984 | 9°         |                  |
| 1986 | 7°         |                  |
| 2005 |            | 14°              |
| 2007 |            | 11°              |
| 2008 |            | 6°               |
| 2009 |            | 13°              |
| 2010 |            | Medalla de plata |
| 2011 | 5°         |                  |
| 2012 | 4°         |                  |
| 2013 | 4°         |                  |
| 2014 | 6°         |                  |
| 2015 | 8°         |                  |
| 2016 | 16°        |                  |
| 2017 |            | 11°              |
| 2018 |            | 6°               |
| 2019 |            | 7°               |

### Campeonato Mundial de Baloncesto Femenino Sub-19
| Year | Result |
| ---- | ------ |
| 2013 | 10°    |
| 2015 | 9°     |